# Mesocricetus
Mesocricetus é um gênero de roedores da família Cricetidae.

## Espécies
- Mesocricetus auratus (Waterhouse, 1839)
- Mesocricetus brandti (Nehring, 1898)
- Mesocricetus newtoni (Nehring, 1898)
- Mesocricetus raddei (Nehring, 1894)